# 요한 쇼버
요하네스 "요한" 쇼버(독일어: Johannes "Johann" Schober, 1874년 11월 14일 ~ 1932년 8월 19일)는 오스트리아의 경찰 관계자이자 정치인으로 외무장관은 물론 제3대 총리 (1921년 ~ 1922년, 1929년 ~ 1930년)을 지냈다 (그의 시초적 기간은 그의 부총리 발터 브라이스키에 의하여 직무에서 이틀간 중단되었다).

## 초기 생애
오버외스터라이히주의 페르크에서 태어난 쇼버는 지역 행정부의 안내원의 10번째 자식이었다.  1894년부터 빈 대학교에서 법학을 전공하여 1989년 오스트리아 경찰대와 복무로 들어갔다.  빈에서 부총경으로서 그는 1913년 5월 오스트리아-헝가리 제국군 총참모부 정보국의 우두머리 알프레트 레들의 주변의 간첩 사건의 설명에 큰 기여를 했다.
제1차 세계 대전의 후반에 쇼버는 시스라이타니아의 주총리 에른스트 자이들러 폰 포이흐테네크의 제안에 황제 카를 1세에 의하여 빈 경찰국장으로 임명되었고 오스트리아-헝가리의 해체에 대비하여 즉시 1918년 오스트리아 경찰 청장이 되었다.  쇼버는 합스부르크 군주국의 해체 후에 카를 레너 총리의 독일계 오스트리아 공화국으로 충성을 유지했으나 또한 국외의 왕실을 위하여 안전한 통행도 보장하여 거래에서 권력의 원활한 이양을 위해 자신의 온건함과 역할에 대한 칭찬을 받았다.

## 총리 재임
총리 미하엘 마이어가 독일과 제휴에 관하여 슈타이어마르크주에서 국민 투표가 예정되었기 때문에 사임했을 때 연합국에 의하여 안전한 손으로 크게 숙고된 비당파 쇼버는 1921년 6월 21일 우익의 오스트리아 기독사회당과 오스트리아 사회민주당과 함께 연정을 이끄는 데 국민의회에 의하여 선택되었다.  쇼버 자신이 외무장관이었던 것과 함께 그의 정부 수반 역할을 합쳤던 동안 그의 내각은 주로 정부 공무원들로 이루어졌다.
1921년 10월 쇼버는 베네치아 규약에 의하여 쇼프론에서 지역 불안이 있던 후에  헝가리를 위하여 투표 65 퍼센트의 논란의 여지가 있는 결과로 지방 국민 결정에 의하여 도시의 지위를 결정하는 데 동의하였다.  그해 11월 그는 오스트리아의 대통령 미하엘 하이니슈와 체코슬로바키아 정부 수반 토마시 가리크 마사리크 둘다의 동의를 얻어 라니에서 체코슬로바키아 공화국의 중립 선언을 맺었다.  하지만 이 조약은 내각 위기를 유발하였고 최후적으로 쇼버의 범독일 연정 파트너들이 독일과 훗날의 연합으로 자기결정과 미래에 대한 장애물로 주데텐란트의 독일들의 권리의 배신으로서 체코슬로바키아와 협정들을 보면서 그의 정부의 몰락을 가져왔다.
부총리 발터 브라이스키가 정부의 책임을 맡았던 동안 1922년 1월 26일 쇼버 내각은 사임해야 했다.  하지만 다음 날에 제2차 쇼버 내각은 오스트리아 기독교사회당의 지지와 함께 성공하여 기독사회당 의장 이그나츠 자이펠이 독일의 국가주의자들과 또다른 우익 연정을 형성했을 때 1922년 5월 31일까지 공직을 맡았다.

## 국제형사경찰기구와 7월 반란

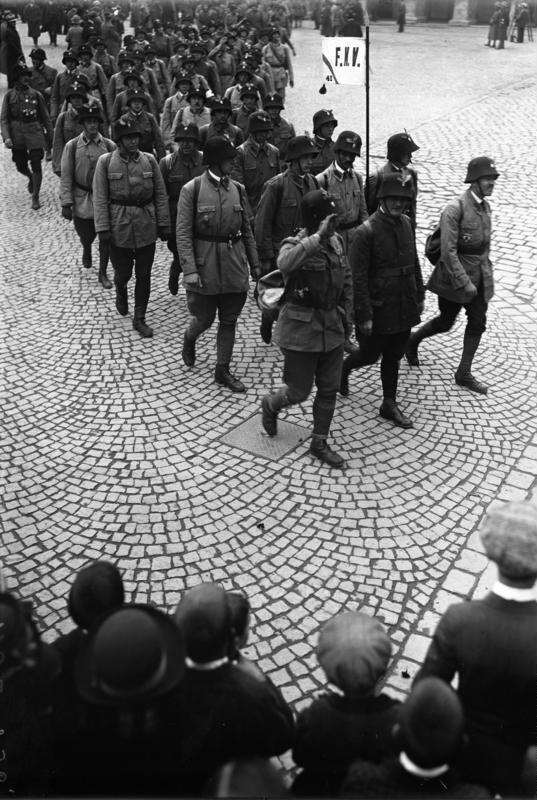
7월 15일의 사건들은 보국단의 상승으로, 오스트리아의 결국적인 민주주의의 쇠퇴로 공헌하였다.

경찰 서비스로 돌아온 쇼버는 빈에서 경찰청장으로서 자신의 역할로 복귀하였다.  그는 자신의 업무로 국제적 인정을 얻어 자신의 고향 도시에서 국제형사경찰의회를 여러 이벤트로 19개의 다른 국가들로부터 대표들을 끌어들였을 때 1923년 "국제형사경찰기구의 아버지"로 알려지게 되었다.  회의에서 국제형사경찰기구를 설립하고 기구를 위하여 10조 헌법을 작성하는 데 동의되었다.  오스트리아의 경찰이 당시 국제 범죄자들에 기록들을 간직한 것에 자신들의 업무로 강한 평판을 즐겼던 동안 오스트리아는 이벤트를 주최하고 자금을 지원하겠다고 제안하여 빈은 의회 현장으로 선택되었다.  쇼버는 유명한 변호사이자 당시 오스트리아 연방 경찰청장 오스카르 드레슬러가 서기가 되었던 동안 집행위원회 위원장으로 선택되었다.
그럼에 불구하고 1927년 7월 쇼버의 절도를 위한 평판은 그의 명령들이 빈에서 거의 100명의 노동 시위자들의 사망에 결과를 가져왔을 때 큰 타격을 입었다. 유명한 풍자가 카를 크라우스는 자신이 쇼버의 사임을 요구한 포스터 캠페인을 시작했던 경찰 활동들에 의하여 너무 화가 났다.

## 두번째 기간

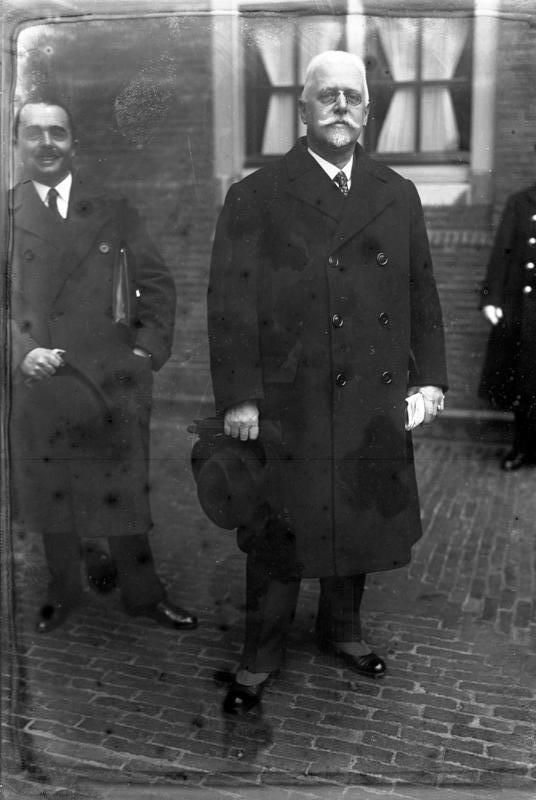
1930년 헤이그에서

1929년 9월 26일 쇼버는 총리 겸 외무장관으로서 복귀하였다.  그의 기간 동안 대통령의 권한을 대폭 확대하는 연반 헌법이 수정되었다.  미국 뉴욕에서 일어난 월스트리트 대폭락에 의하여 전 세계로 퍼진 대공황이 다른 국가들보다 오스트리아의 경제에 더욱 큰 타격을 주었다.  1930년 1월 그는 대공황의 충격을 완화하는 데 제1차 세계 대전의 배상금 지급을 종말시켰다.  그는 또한 바이마르 공화국와 파시스트 이탈리아와 협정들을 맺었다. 그럼에 불구하고 그는 발데마르 팝스트 아래의 의회적 보국단을 친정부 절도를 위한 수단으로 바꾸는 데 실패하였고, 이듬해 6월 팝스트의 독일로 추방을 명령하였다.  1930년 9월 25일 자신의 기독사회당 쇼버의 총리직에서 두번째 기간은 그의 기독사회당 대리인 카를 파우고인이 사임한 후에 끝났다.
11월 9일에 열린 오스트리아 입법 선거에서 쇼버는 대독일인민당과 농민의 농촌연맹의 선거 연합을 이끌었다.  12월 4일부터 그는 오토 엔더와 카를 부레슈의 내각들에서 부총리 겸 외무 장관을 지냈다.  이듬해 3월 프랑스,이탈리아와 체코슬로바키아로부터 시위들이 그 계획이 거부되는 것을 본 언론으로 비록 무분별한 정보 이후에도 독일의 외무장관 율리우스 쿠르티우스와 관세 동맹에 동의하였다.  1932년 1월 29일 쇼버는 부레시 정부를 떠났다.  5월 빌헬름 미클라스 대통령이 정부의 형성을 엥겔베르트 돌푸스에게 맡겼을 때 쇼버는 연정에 가입하는 데 거부하였다.
1932년 8월 19일 자신의 라이벌 이그나츠 자이펠의 사망에 며칠 후 쇼버는 57세의 나이로 별세하였다.  그는 자신의 고향 페르크에 안장되었다.